# 硒酸亚铁
硒酸亚铁是一种无机化合物，为二价铁的硒酸盐，化学式为FeSeO4。其五水合物的结构为[Fe(H2O)4]SeO4·H2O。

## 制备
硒酸亚铁可以通过饱和的硒酸钠和硫酸亚铁溶液在80℃混合，冷却至20℃后沉淀出来，用丙酮洗涤后于120℃干燥。
Na2SeO4(sat.) + FeSO4 → Na2SO4 + FeSeO4
铁和硒酸的反应也能得到硒酸亚铁，但是也有副反应：
Fe + H2SeO4 → FeSeO4 + H2↑
3 Fe + 4 H2SeO4 → 3 FeSeO4 + Fe + 4 H2O

## 相关物种
硒酸亚铁还可以形成矾，如(NH4)2Fe(SeO4)2·6H2O。三价铁的硒酸盐Fe2(SeO4)3也是已知的。
亚铁的亚硒酸盐尚未有文献报道，对应的三价铁亚硒酸盐和焦亚硒酸盐已被制得。